# Есино (Московская область)
Е́сино — деревня в городском округе Электросталь Московской области России.

## География
Расположена на юге городского округа Электросталь среди торфяных болот.

## Население
| 1852 | 1859 | 1890 | 1926 | 2002 | 2006 | 2010 |
| ---- | ---- | ---- | ---- | ---- | ---- | ---- |
| 505  | ↗535 | ↘225 | ↗937 | ↘338 | ↘274 | ↗302 |

## История
Своё название деревня получила по фамилии помещика Есина, державшего там керамическую фабрику. В XIX веке деревня принадлежала Сушкову, Горбатовым, генералу Василию Иловайскому, в начале XX века — Я. Д. Салтыкову.
После 1917 года в Есино был образован сельсовет и колхоз «Имени VI съезда Советов».
До 1930 года входила в состав Васильевской волости Богородского уезда, с 1965 года — в Стёпановском сельсовете.
В начале 1990-х годов деревня была частично газифицирована.
В ноябре 2005 года была проведена полная газификация.
2006—2018 гг. — в составе муниципального образования «сельское поселение Стёпановское» Ногинского района.
С 1 января 2018 в составе городского округа Электросталь Московской области.

## Экономика и транспорт
- К деревне вплотную примыкает одноимённый остановочный пункт железной дороги Москва — Нижний Новгород
- Рядом с деревней проходит Носовихинское шоссе
- Южнее деревни идет разработка песчаного карьера (ООО "Рубин"), на его месте образуется большой пруд, получивший прозвище "Есинские мальдивы" за цвет воды и белый песок. Пока идет разработка карьера территория закрыта для купания, но это не останавливает чудаков, желающих прыгнуть с нескольких метров высокого берега в неизвестной глубины воду. В результате с карьера периодически летом увозят скорые... После заполнения карьерной чаши водой в части деревни ушла вода из колодцев. Администрация привозит местным жителям воду в бутылях раз в неделю.
- Часовня Воскресения Христова (постройки до 1908г) - ул.Центральная, 49. Открывается на большие православные праздники. Отреставрирована снаружи в 2019 году на деньги жителей деревни.
- Магазины на территории деревни: "Фасоль" (ул.Центральная, 2Б) и "Пятерочка" (ул.Слобода, 92)
- К юго-востоку от деревни расположен пруд для платной рыбной ловли (преимущественно карпа) /закрыто/
- На территории деревни был расположен фельдшерско-акушерский пункт
- В советские годы здесь существовал клуб, начальная школа и библиотека.